# Ol'ga Voščakina
Olga Borisovna Voščakina (in russo Ольга Борисовна Вощакина?; Novosibirsk, 27 gennaio 1961) è un'ex schermitrice sovietica, vincitrice di una medaglia d'oro e due di bronzo ai campionati mondiali di scherma.